# Paralichas guerini
Paralichas guerini là một loài bọ cánh cứng trong họ Ptilodactylidae. Loài này được White miêu tả khoa học năm 1859.